# Fahrradanhänger

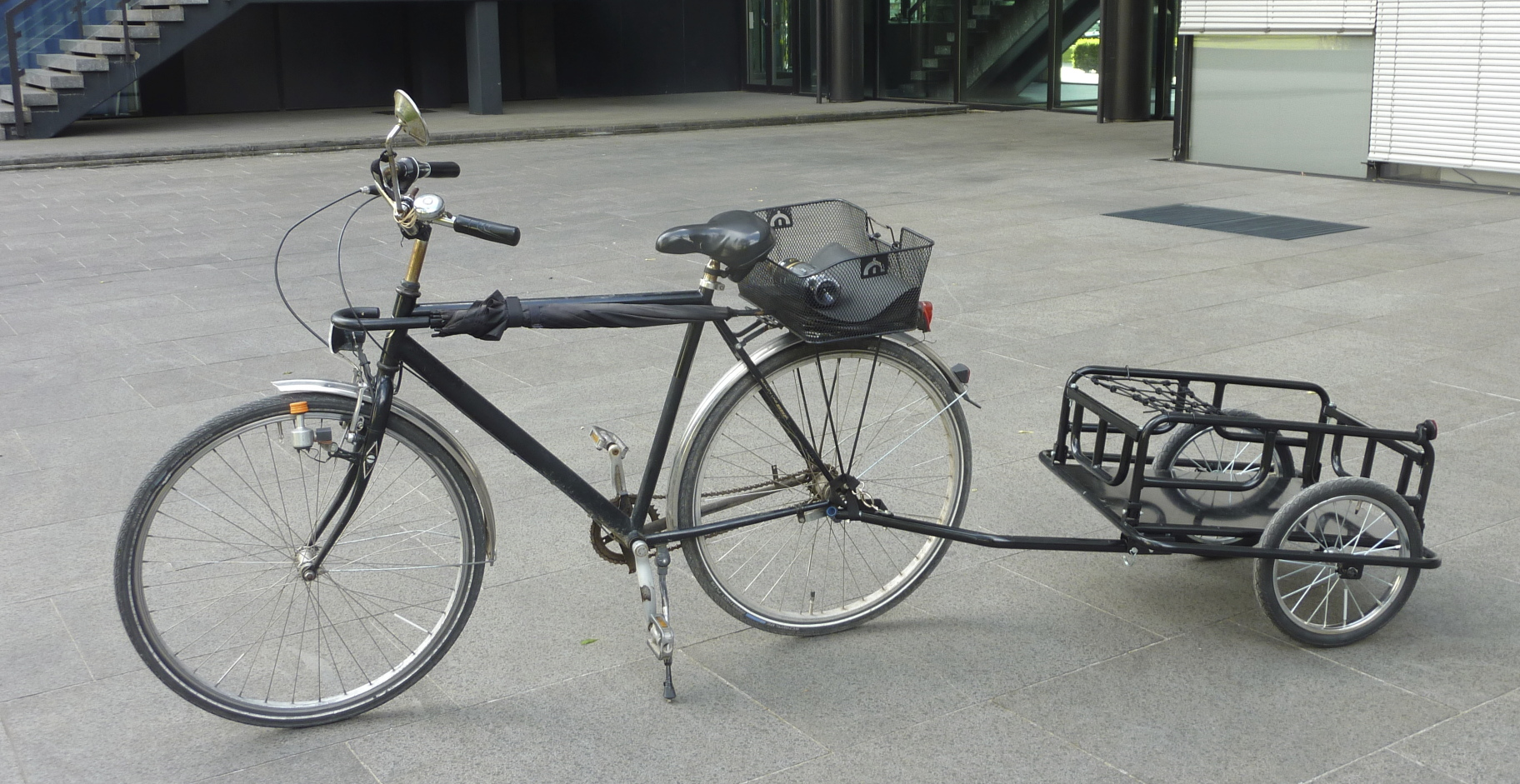
Fahrrad mit Lastenanhänger

Fahrradanhänger dienen dem Transport von Lasten, wie zum Beispiel Kinder und Gepäck, mittels Fahrrad. Solche Anhänger haben den Zweck, die Transportkapazität von Fahrrädern weiter zu erhöhen als es mittels Gepäckträgern, Packtaschen und Kindersitzen möglich wäre. Es gibt eine große Bandbreite von Fahrradanhänger-Typen, die für unterschiedliche Zwecke konstruiert sind. Neben industriell in Serie gebauten Fahrradanhängern existieren viele Formen von im Eigenbau individuell oder in Kleinserie gefertigten Anhängern.

## Typen von Fahrradanhängern

### Lastenanhänger

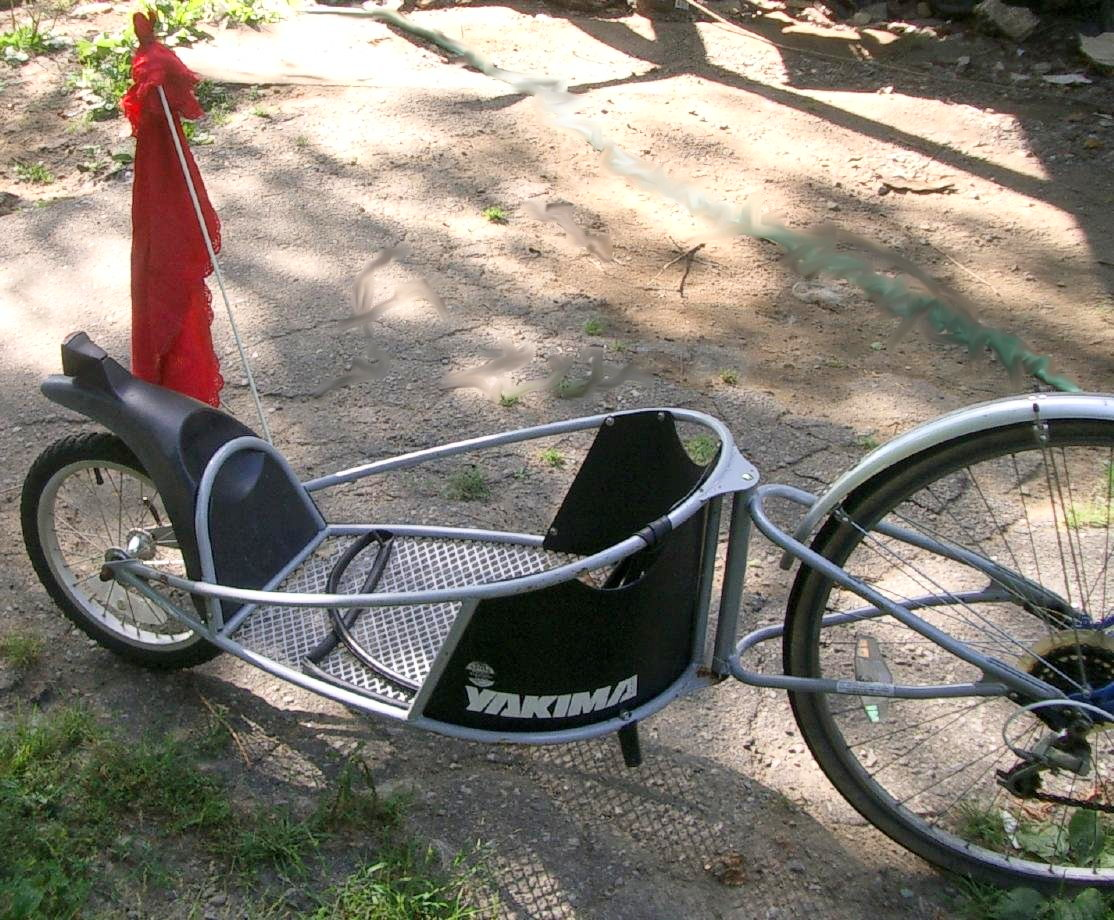
Einspuranhänger mit „Y-Deichsel“. Rechts im Bild das Fahrrad-Hinterrad

Lastenanhänger sind die älteste Form des Fahrradanhängers. Es gibt sowohl zweispurige Anhänger, die zum Transport von größeren Lasten auf kürzeren Strecken (beispielsweise für Einkäufe oder für den Tiertransport) geeignet sind, als auch Einspuranhänger, die für längere Radreisen mit viel Gepäck genutzt werden. Diese werden zunehmend auch von Fahrradkurieren verwendet. Es gibt Lastenanhänger mit einer einfachen, nach allen Seiten offenen Pritsche als Ladefläche, mit fester oder demontierbarer umlaufender Reling zur Sicherung der Ladung, als Kastenwagen sowie mit textilen Aufbauten in Form von Taschen oder Ähnlichem. Manche dieser Lastenanhänger eignen sich, um eine Zuladung von bis zu 450 kg zu tragen. Dennoch begrenzen viele Hersteller die zulässige Höchstzuladung auf 40 kg, weil die Anhänger überwiegend ungebremst sind. Die Zusatzlast muss durch die meist schwach dimensionierten Fahrradbremsen mitgebremst werden. Die jeweilige Fahrrad-Betriebsanleitung bezüglich Anhängerbetrieb ist zu beachten, denn einige Hersteller untersagen für ihre Modelle den Anhängerbetrieb.

### Kinderanhänger

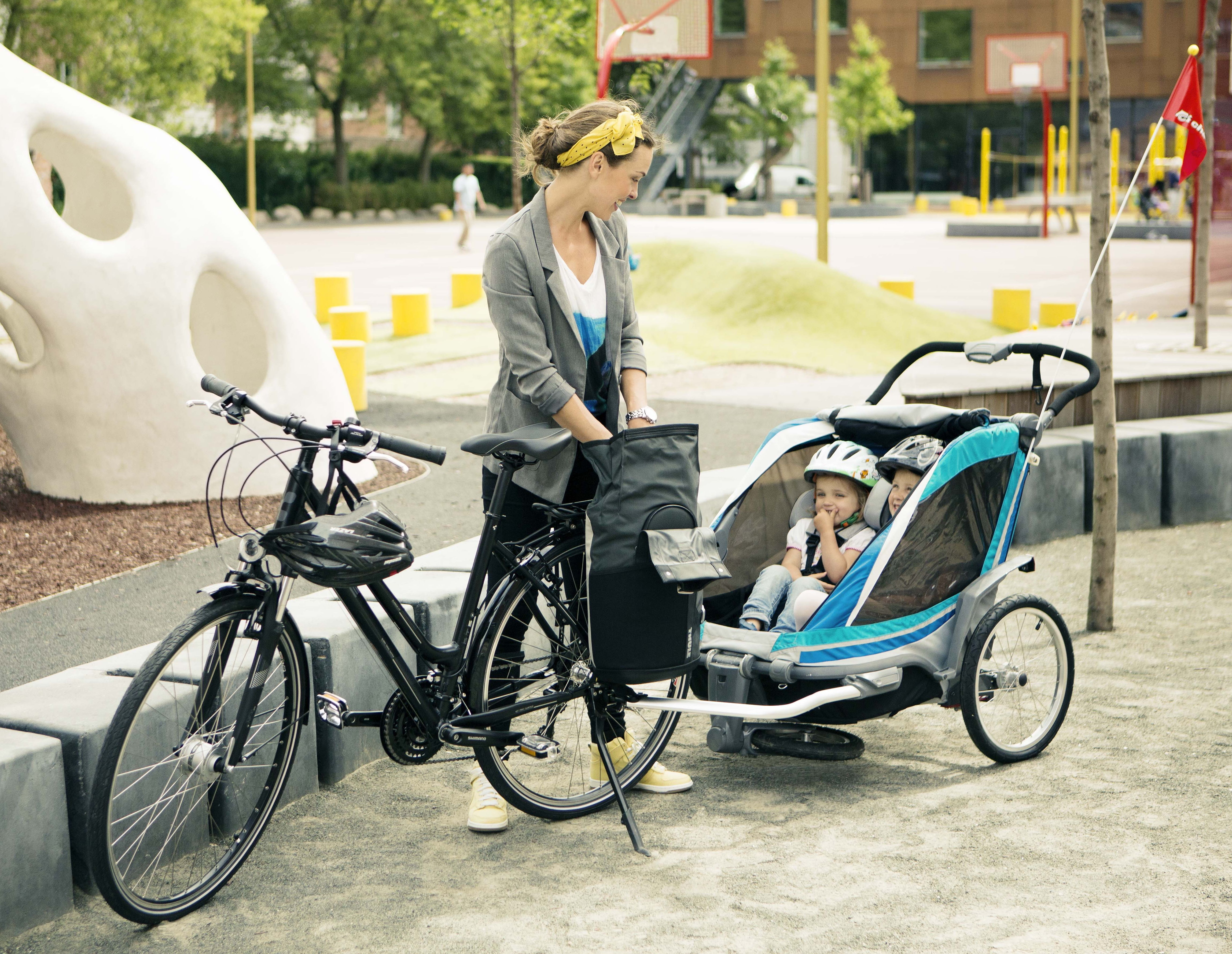
Kinderanhänger mit Bodenwanne. Durch den Griffbügel am Heck und das ausklappbare Vorderrad unter der Wanne ist das gezeigte Modell auch als Kinderwagen nutzbar. Die Deichsel kann bei solchen Modellen meist abmontiert oder eingeschoben werden

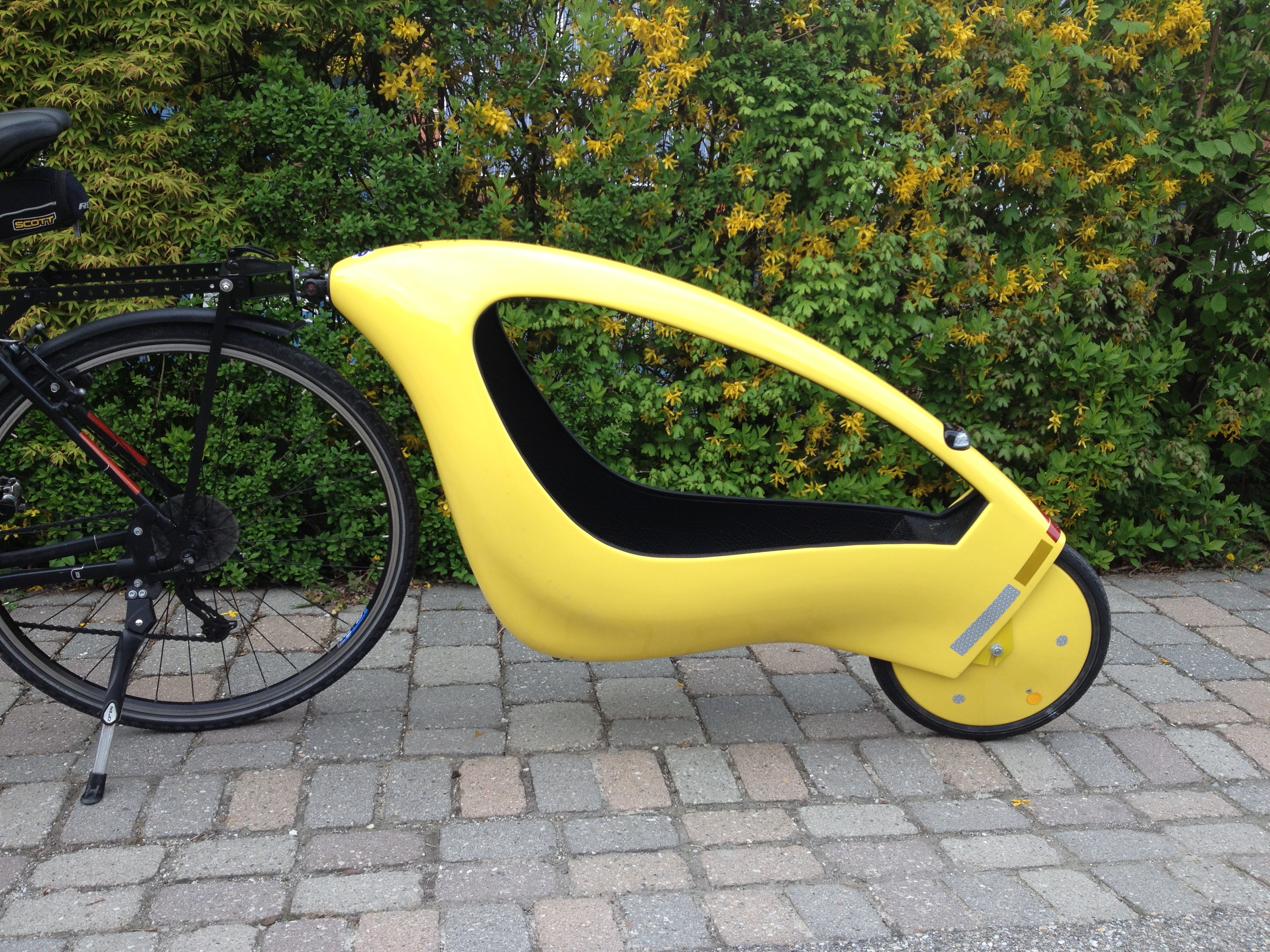
Kinderanhänger bis 25 kg, mit Kreuzgelenkkupplung

Kinderanhänger sind mit einer Fahrgastzelle ausgestattete Fahrradanhänger. Je nach Größe und Bauform sind sie für den Transport von bis zu zwei Kindern im Alter von wenigen Wochen bis zu etwa sechs Jahren geeignet. Neuere Kinderfahrradanhänger sind durch eine stabile Fahrgastzelle mit tiefem Schwerpunkt und durch die Ausstattung mit Sicherheitsgurten die sichersten Fahrradtransportmittel.
Das tragende Bauteil der Fahrgastzelle ist ein Metallrahmen aus Stahl- oder Aluminiumrohr. Der Rahmen moderner Modelle hat an beiden Seiten ein als Stoßstange dienendes umlaufendes Rohr, das als Knautschzone Räder und Insassen des Anhängers bei Kollisionen schützt. Bei Kinderanhängern gibt es zwei Typen von Fahrgastzellen: Solche mit einem flexiblen Boden aus stabilem Gewebe und solche mit einer starren Bodenwanne aus Metall oder Kunststoff. Letztere gelten als die sicherere Bauform. Einige Bodenwannen von Anhängern haben eine Auslauf-Öffnung für Flüssigkeiten, um deren Reinigung zu erleichtern und damit die Wanne bei Niederschlägen und undichtem Verdeck nicht voll Wasser läuft.
Wände und Dach der Fahrgastzelle bestehen in der Regel aus einem über den Rahmen gespannten Verdeck aus Kunststoffgewebe mit Fensteröffnungen nach vorne und an den Seiten, die mit transparentem Plastik oder mit Insektengitter verschlossen sind. Der Ein- und Ausstieg befindet sich an der oberen Vorderseite. Dieser kann mit einem Teil des Verdecks und mittels Reißverschluss oder Klettverschluss verschlossen werden, um die Insassen vor Witterungseinflüssen (Sonneneinstrahlung, Niederschläge) zu schützen. Stabilisierende Polsterungen sowie Liege- und Sitzhilfen und fixierbare Tragetaschen für Säuglinge und Babys machen solche Anhänger für Eltern schon in den ersten Lebensmonaten ihrer Kinder als mobile Alternative zum Auto oder Kinderwagen interessant. Außerdem eignen sich Kinderanhänger durch den großen Stauraum auch als Lastentransporter zum Beispiel für Einkäufe.
Mittels Zubehör – Griffbügel für das Schieben von Hand, einklappbare oder umsteckbare Vorderräder – können einige Modelle auch als Kinderwagen eingesetzt werden (siehe Abbildung). Durch ihren tiefen Schwerpunkt, stabile Laufräder und ihre Spurtreue können einige der so ausgestatteten Modelle im Gegensatz zu einfacher konstruierten Kinderwagen auch beim Jogging und Inline-Skating geschoben werden. Die weitere Ausstattung von Kinderanhängern ist von Hersteller und Modell abhängig. Sie reicht von Federung, aktiver Beleuchtung und Reflektoren bis hin zu Modellen, die sich für das Tragen und Abstellen des Anhängers zusammenklappen lassen.

### Schwenker

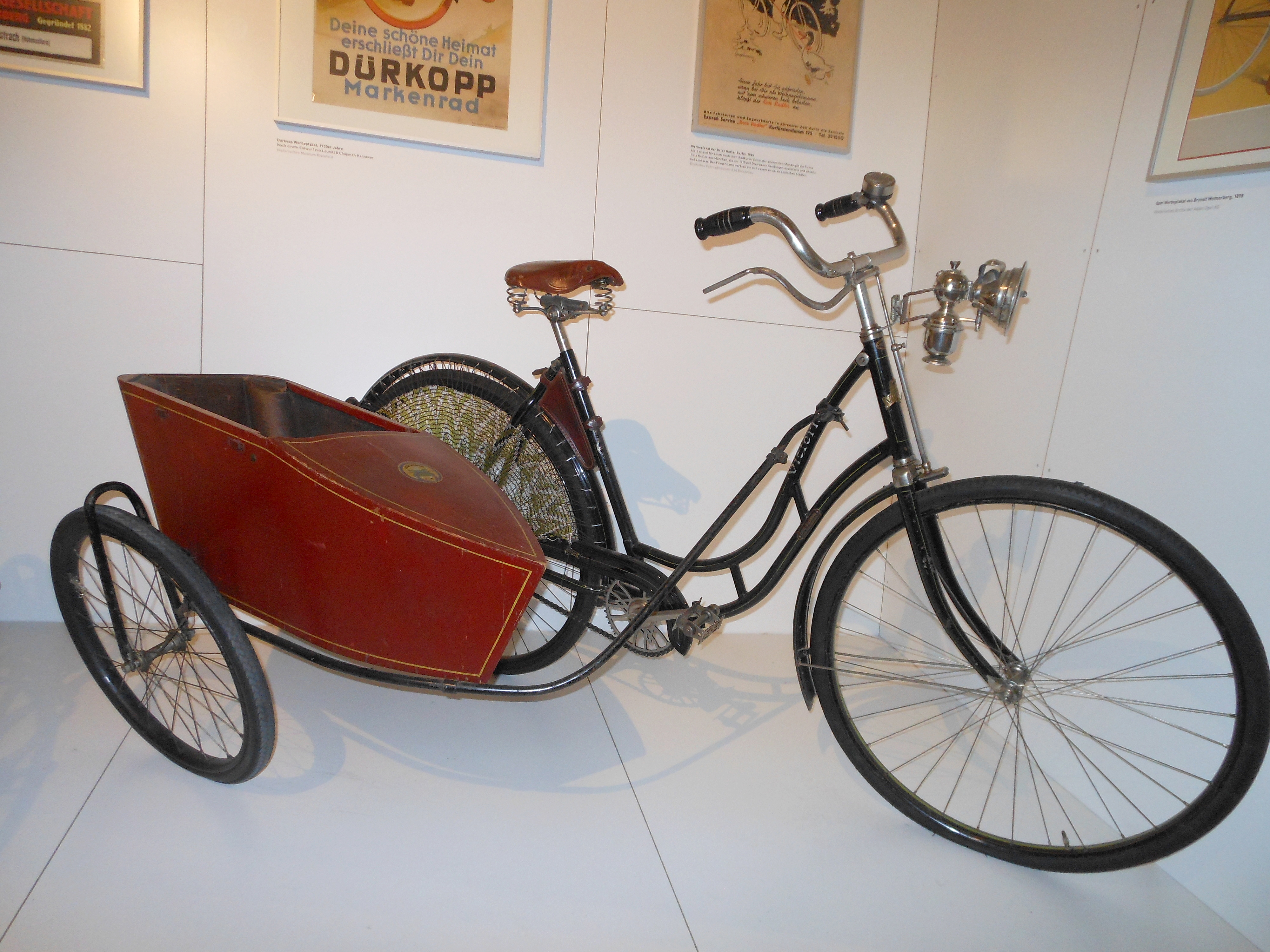
Seitenwagen für Kinder, 1925

Im Gegensatz zu anderen Fahrradanhängern laufen Schwenker, auch Fahrrad-Seitenwagen oder Beiwagen genannt, an der Seite des Fahrrades (vgl. hierzu: → Motorradgespann). Ein Schwenker hat nur ein Laufrad. Durch die nicht starre Befestigung am Fahrrad ist er über die Längsachse parallel zum Fahrrad drehbar. Dadurch kann sich das Fahrrad in der Kurve neigen, während sich der Schwenker und die darin befindliche Last nicht neigen. Diese Art der Fahrradanhänger ist besonders für lange Lasten (zum Beispiel Bretter und Rohre) geeignet, da die Last sowohl nach vorne als auch nach hinten über das Gespann hinausragen kann. Ein weiterer Vorteil ist, dass die Last vom Radfahrer einfacher beobachtet werden kann, was zum Beispiel beim Transport von Hunden ein Vorteil ist. Ein Nachteil von Schwenkern gegenüber anderen Anhängertypen kann die gegenüber diesen größere Breite und mitunter schwerere Lenkbarkeit des Gespanns sein.

### Fahrradanhänger für Hunde

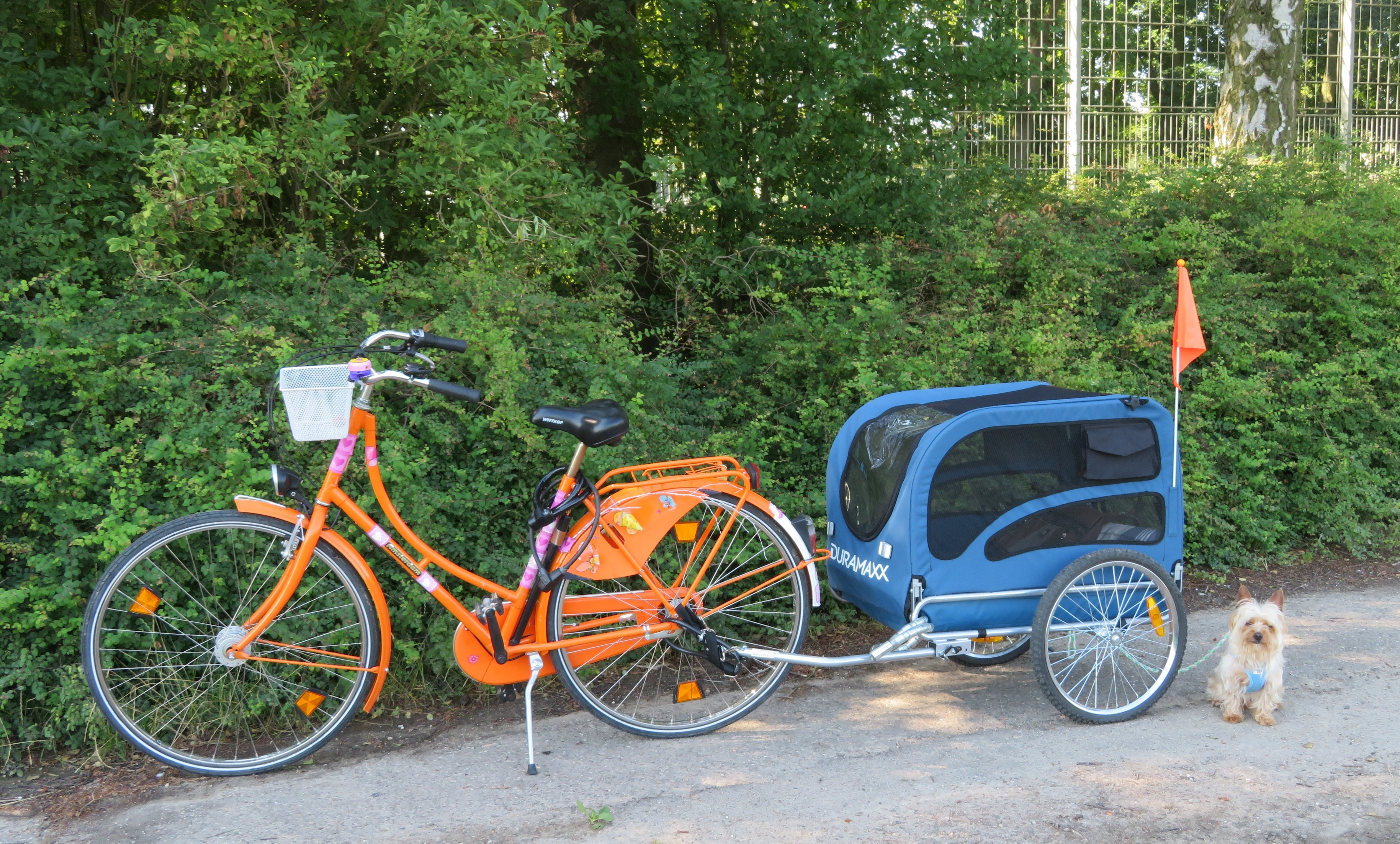
Anhänger für mittelgroße Hunde. Wenn nur ein Zwerghund mitfährt, passen noch Einkaufstaschen hinein.

Hunde-Fahrradanhänger sind spezielle Anhänger, die für den Transport von Hunden konstruiert sind. Das Konstruktionsprinzip mit einer aus Rahmen, Bodenwanne oder Bodenplatte und Dach bestehenden Fahrgastzelle ähnelt häufig derjenigen von Kinderanhängern, sie können jedoch auch einen rundum starren Kastenaufbau als Fahrgastzelle haben. Je nach Ausführung des Anhängers ist der Transport von Hunden bis zu 40 kg zulässig. Moderne Hunde-Fahrradanhänger haben einen stabilen Boden und sind meistens sehr robust gebaut. In der Fahrgastzelle befinden sich je nach Modell ein bis zwei Befestigungspunkte, um den Hund während der Fahrt mit einer Kurzleine sichern zu können.

### Schubanhänger
Es gibt motorisierte Fahrradanhänger, welche den Radfahrer unterstützen, wahlweise mit oder ohne Transportmöglichkeit für Gepäck.

### Fahrradwohnwagen

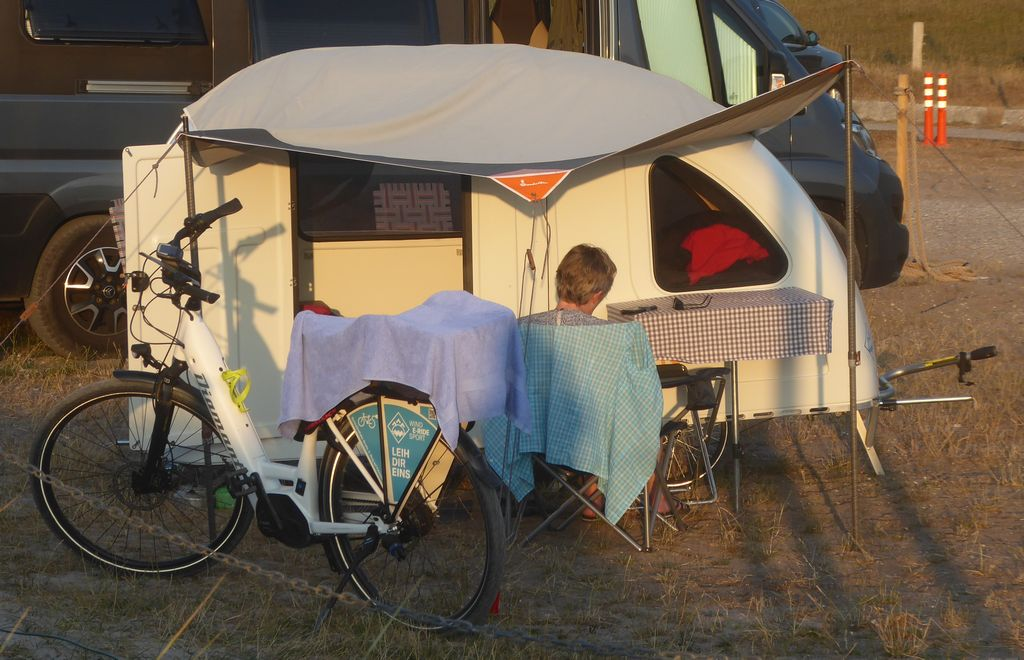
Fahrradwohnwagen auf einem Campingplatz

Als Fahrradwohnwagen wird ein Radanhänger mit Schlaffunktion für erwachsene Personen bezeichnet. Fahrradwohnwagen werden in der Regel im Fahrradtourismus auf mehrtägigen Radreisen eingesetzt. Mit dem Pedelec stehen mittlerweile die entsprechenden Antriebsleistungen zur Verfügung, um auch größere Lasten über längere Strecken ziehen zu können. Die meist einachsigen Hänger sind um die zwei Meter lang, rund einen Meter breit und bieten oft Sitzhöhe. Klappbare Modelle sind bis zu 3 m lang. Das Leergewicht beträgt meist 50 kg bis 80 kg. Im Eigenbau wurde bereits ein Leergewicht von 16 kg realisiert. Für die Sicherheit kommen bei einigen Modellen speziell konstruierte Auflaufbremsen  zum Einsatz. Mit in der Regel vier Stützen wird bei einachsigen Modellen das Fahrgestell im Stand stabilisiert. Stand Herbst 2023 sind in Deutschland nach grober Schätzung rund 400 Fahrradwohnwagen in Gebrauch. Es gibt einige käufliche Kleinserienmodelle. Ferner werden viele Anhänger als Hobbyprojekt selbst gebaut. Im deutschsprachigen Internet hat sich als Bestandteil der Fahrradkultur eine Bastel-Szene zusammengefunden. Hier werden auch entsprechende Treffen veranstaltet.

## Anforderungen an das Fahrrad
Die statischen und dynamischen, durch den Anhänger verursachten Zusatzkräfte können sowohl den Fahrradrahmen als auch die Laufräder in weitaus höherem Maße physikalisch beanspruchen als eine Nutzung desselben Fahrrads ohne Anhänger. Die dafür relevanten Faktoren sind das Gesamtgewicht des Anhängers sowie die Fahrweise und die Beschaffenheit des befahrenen Geländes. Daher wird die Benutzung von Anhängern insbesondere bei Fahrrädern mit leichtem Carbonfaserrahmen in deren Betriebsanleitungen häufig untersagt.

## Deichsel und Kupplung

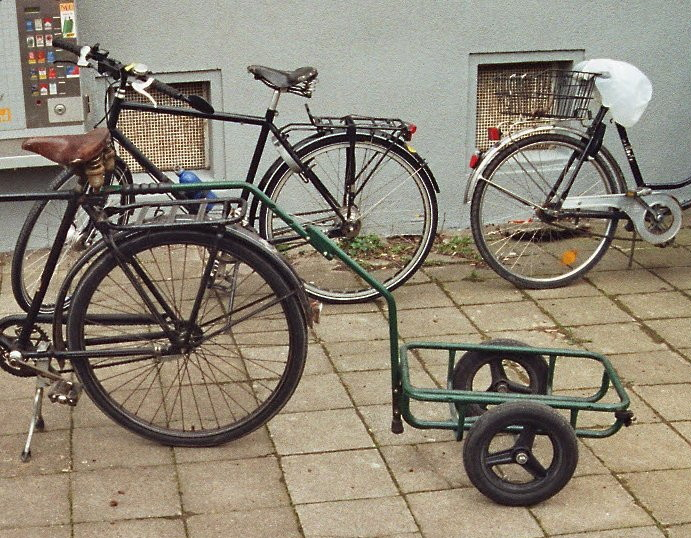
Fahrrad mit kleinem Lastenanhänger, mit Hochdeichsel

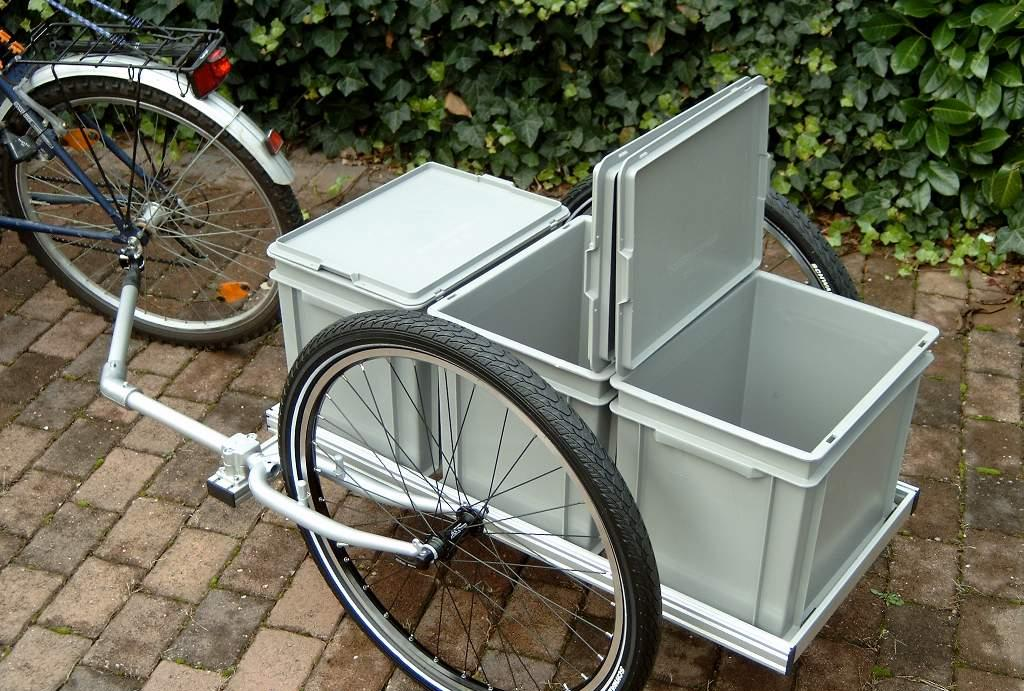
Fahrradanhänger für schwere Lasten, mit Tiefdeichsel

Die Deichsel von Fahrradanhängern, die bei Serienmodellen zumeist aus Aluminium- oder Stahlrohr besteht, verbindet mittels einer Anhängerkupplung den Anhänger mit dem Fahrrad. Die Deichsel ist entweder starr am Rahmen des Anhängers befestigt oder kann umgeklappt werden. Umklappbare Deichseln können die für den Anhänger benötigte Standfläche verkleinern und dienen bei einigen Modellen als Handgriff, um den Anhänger als Handwagen benutzen zu können.
Ältere Fahrradanhänger-Modelle werden meistens mit einer Hochdeichsel im Bereich der Klemmung der Sattelstütze mit einer Kugelkopf-Anhängerkupplung, ähnlich der bei Pkw üblichen, ans Fahrrad angekoppelt. Heute findet man diese Art der Kupplung nur noch an zweirädrigen Lastenanhängern. Anhänger mit solchen Kupplungen und Deichseln können auch an Mofas verwendet werden. An der Sattelstütze angebrachte Anhängerkupplungen haben unter anderem den Nachteil, dass bei angekuppeltem Anhänger die Nutzbarkeit von Hinterrad-Gepäckträgern eingeschränkt wird. Weil Hochdeichseln sich in geringer Höhe über solchen Gepäckträgern bewegen (siehe nebenstehendes Foto), kann dieser so meist nur zum Anhängen von Packtaschen genutzt werden. Ein Vorteil der Hochdeichsel liegt darin, dass der Anhänger ohne Umbauten auch als Handwagen benutzt werden kann. Die meisten Hochdeichseln haben hierfür einen eigenen Handgriff am vorderen Ende.
Bei Fahrrädern wird heute meist eine Tiefdeichsel mit Kupplung in der Nähe der Hinterradnabe des Fahrrades verwendet. Durch die niedrige Anbringung über dem Boden übt der Anhänger in Kurven insbesondere beim Bremsen ein geringeres Moment um die Fahrradlängsachse aus. Tiefdeichseln werden an der linken Seite des Fahrrads befestigt, dadurch ist der Wendekreis nach rechts größer als bei der Hochdeichsel. Die Kupplung wird am Fahrradrahmen direkt neben der hinteren Nabe montiert (Achskupplung).
Die Kupplung stellt ein sicherheitsrelevantes Bauteil dar. Sie muss sowohl die beim Fahrbetrieb entstehenden Dreh-, Kipp- und Gierwinkel ermöglichen als auch die Stütz-, Beschleunigungs- und Bremskräfte übertragen können. Dies geschieht beispielsweise mit einer starken Schraubenfeder, alternativ einem Kugel- oder Kreuzgelenk als Verbindungselement.

## Rechtliche Situation

### Deutschland

#### Beleuchtung
Seit dem 1. Juni 2017 schreibt § 67a StVZO detailliert die Beleuchtung von Fahrradanhängern vor. Es dürfen – wie beim Fahrrad – nur zugelassene, bauartgenehmigte Leuchten verwendet werden. Die Leuchten sind so anzubringen, dass sie gut zu sehen sind und nicht verdeckt werden. Die Anforderungen gelten nur für Anhänger, die ab dem 1. Januar 2018 in den Verkehr gebracht werden.
Vorn:
- Ab 600 mm Breite ist ein Paar weiße Rückstrahler, nicht weiter als 200 mm vom äußersten Umriss entfernt vorgeschrieben.
- Ab 1000 mm Breite ist eine weiße Leuchte auf der linken Seite vorgeschrieben. Schmalere Anhänger dürfen ebenfalls mit einer solchen Leuchte ausgestattet sein.
- Unabhängig von der Breite erlaubt ist ein Fahrtrichtungsanzeiger nach ECE R 50[12] (Motorradblinker) angebaut nach ECE R 74[13] wie für Fahrzeugklasse L1.

Hinten:
- Ein Paar Großflächen-Rückstrahler der Kategorie Z, nicht weiter als 200 mm vom äußersten Umriss entfernt, ist für alle Anhänger vorgeschrieben. Ein zusätzliches Paar gewöhnlicher Rückstrahler ist gestattet. Dreieckige Rückstrahler sind nicht erlaubt.
- Eine Schlussleuchte auf der linken Seite ist Pflicht, sofern die Schlussleuchte des Fahrrades zu mehr als 50 % verdeckt wird. Eine weitere Rückleuchte auf der rechten Seite ist erlaubt.
- Ab 600 mm Breite ist eine Schlussleuchte auf der linken Seite grundsätzlich vorgeschrieben.
- Unabhängig von der Breite erlaubt ist ein Fahrtrichtungsanzeiger nach ECE R 50 (Motorradblinker) angebaut nach ECE R 74 wie für Fahrzeugklasse L1.

Seitlich:
- Wie beim Fahrrad: Reflexreifen, Reflexfelgen, Speichenrückstrahler, rückstrahlende Speichen oder Speichenhülsen.

Alle lichttechnischen Einrichtungen außer Fahrtrichtungsanzeigern dürfen zu einer Einrichtung kombiniert werden.

#### Maße, Masse und Reifen
Fahrradanhänger sind „andere Straßenfahrzeuge“ im Sinne der StVZO. Für diese wird in § 63 StVZO verlangt, die Vorschriften über Abmessungen, Achslast, Gesamtgewicht und Bereifung von Kraftfahrzeugen und ihren Anhängern (§§ 32, 34, 36 Absatz 1) sinngemäß anzuwenden.

##### Abmessungen (§ 32 StVZO Absatz 1–4)
- Breite allgemein: 2,55 m
- Höhe: 4 m
- Länge allgemein: 12 m
- Fahrrad und Anhänger zusammen: 18,75 m
- Die Höchstanzahl von Anhängern hinter Fahrrädern ist nicht festgelegt. Das bedeutet, dass ein Fahrrad auch zwei oder mehrere Anhänger ziehen darf, sofern die zulässige Zuglänge von 18,75 m nicht überschritten wird.

Regelmäßig wird die Meinung vertreten, es seien nicht die allgemeinen Regelungen anzuwenden. Es wird gefordert, die Vorschriften nach § 32 StVZO, Absatz 9 anzuwenden. Begründet wird dies damit, Fahrräder seien bei sinngemäßer Auslegung nicht motorisierte Krafträder, daher wie Krafträder zu behandeln. Außerdem wird angeführt, die Maße von 1 m Breite, 4 m Länge und 2,5 m Höhe würden besser zu Fahrrädern passen. Diese Rechtsauffassung widerspricht dem 2017 neu eingeführten § 67a StVZO (lichttechnische Einrichtungen an Fahrradanhängern), der ausdrücklich Anhänger mit einer Breite über 1 m erwähnt. Aus der Existenz einer Beleuchtungsvorschrift für Anhänger solcher Breite folgt, dass diese prinzipiell für den Straßenverkehr zugelassen sein müssen.

##### Masse und Reifen
Üblicherweise nicht relevant: Es gelten die Regeln für Kraftfahrzeuge, nach § 34 StVZO. Sofern der Anhänger leichter als 3,5 t oder das Zugfahrrad leichter als 7,5 t bleibt, ist keine der Regelungen anzuwenden.
Außerdem gilt § 36 StVZO Absatz 1: Die Reifen dürfen die Fahrbahn nicht beschädigen und müssen stabil genug sein.

#### Sonstige Vorschriften
Aus dem allgemeinen Teil der StVZO sind außerdem noch die §§ 30 und 30c anwendbar. Die relevanten Abschnitte sind nachfolgend zitiert:
§ 30 StVZO:
(1) Fahrzeuge müssen so gebaut und ausgerüstet sein, dass
1. ihr verkehrsüblicher Betrieb niemanden schädigt oder mehr als unvermeidbar gefährdet, behindert oder belästigt,
2. die Insassen insbesondere bei Unfällen vor Verletzungen möglichst geschützt sind und das Ausmaß und die Folgen von Verletzungen möglichst gering bleiben.

(2) Fahrzeuge müssen in straßenschonender Bauweise hergestellt sein und in dieser erhalten werden.
(3) Für die Verkehrs- oder Betriebssicherheit wichtige Fahrzeugteile, die besonders leicht abgenutzt oder beschädigt werden können, müssen einfach zu überprüfen und leicht auswechselbar sein.
§ 30c StVZO:
(1) Am Umriss der Fahrzeuge dürfen keine Teile so hervorragen, dass sie den Verkehr mehr als unvermeidbar gefährden.
Hier hat der Gesetzgeber viel Interpretationsspielraum gelassen. Im Fall der Fälle wird ein Gericht entscheiden müssen, wie viel Gefährdung noch unvermeidbar ist. Hier sollte jeder selbst überlegen, was sicher möglich ist. Als Richtschnur für die Bremsen kann die DIN EN ISO 4210-2 dienen. Dort wird für ein City- bzw. Trekkingfahrrad ein Bremsweg von maximal 7 m aus 25 km/h gefordert, was einer Mindestverzögerung von 3,44 m/s² entspricht.

#### Personentransport
Die konstitutive Neufassung der deutschen Straßenverkehrsordnung (StVO), die zum 1. April 2013 in Kraft getreten ist, beinhaltet auch die Schließung der bisher bestehenden Regelungslücke, wer in Fahrradanhängern transportiert werden darf. Laut § 21 Absatz 3 StVO ist es mindestens 16 Jahre alten Personen erlaubt, bis zu zwei Kinder bis zum vollendeten siebten Lebensjahr in Anhängern, die zur Beförderung von Kindern eingerichtet sind, mitzunehmen; bei einem behinderten Kind entfällt die Altersbegrenzung.

#### Veraltet: Merkblatt für das Mitführen von Anhängern hinter Fahrrädern
Der RWTÜV hat 1999 maßgeblich das Merkblatt für das Mitführen von Anhängern hinter Fahrrädern erarbeitet, welches das Bundesverkehrsministerium herausgegeben hat, „um Herstellern und Nutzern von Fahrradanhängern Orientierungshilfen über den Stand der Technik und Handhabung von Fahrradanhängern“ zu geben. Es bezieht sich vor allem auf die Sicherheitsanforderungen bei der Beförderung von Kleinkindern. Die als Bauartprüfung der StVZO angedachte Verordnung ist im Bundesrat gescheitert und hat somit für den Fahrradfahrer keine rechtliche Relevanz. Nach wie vor gibt es keine Bauartprüfung für Fahrradanhänger.
Die Verordnung hätte die Länge auf 2,00 m, die Höhe auf 1,40 m und die Gesamtmasse auf 40 kg für ungebremste Anhänger, bzw. 80 kg für gebremste Anhänger beschränkt. Minimalwerte der Bremsbeschleunigung von Vorderrad- (3,4 m/s² trocken und 2,2 m/s² nass) und Hinterradbremsen (2,2 m/s² trocken und 1,4 m/s² nass) des Zugfahrrades bei einer Gesamtmasse von 140 kg sind darin gefordert. Im Amtsdeutsch wird die Kombination von Fahrrad und Anhänger als Zug bezeichnet. Beim ersteren sollte ein Rückspiegel vorhanden sein. Die geforderte minimale Bremsbeschleunigung von 3 m/s² der Anhängerbremsanlage bei Hänger > 40 kg sollte durch die Ermittlung der Bremsbeschleunigung des Zuges, d. h. Anhänger + Fahrrad + Fahrer, und der Bremsbeschleunigung des alleinigen Zugfahrrades mit folgender Formel zurückgerechnet werden, wobei letztere wiederum aus den Verzögerungskennlinien, nämlich den ermittelten Bremsbeschleunigungen in Abhängigkeit von der aufgebrachten Handkraft, bestimmt werden.
{\displaystyle a_{A}=a_{z}+m_{f}{\frac {a_{z}-a_{f}}{F_{a}}}}
mit
{\displaystyle a_{A}=} Verzögerung des Anhängers [m/s²]
{\displaystyle a_{z}=} Verzögerung des Zuges (Zugfahrrades mit Fahrer und Anhänger) [m/s²]
{\displaystyle a_{f}=} Verzögerung des Zugfahrrades mit Fahrer [m/s²]
{\displaystyle m_{f}=} Fahrradmasse (mit Fahrer) [kg]
{\displaystyle F_{a}=} Anhängermasse [kg]
Das Merkblatt wurde unter anderem bei den Fahrradclubs kontrovers diskutiert.

#### Besondere Vorschriften für Anhänger hinter Fahrrädern mit Hilfsmotor
Anhänger hinter Fahrrädern mit Hilfsmotor werden, gemäß § 61a StVZO, bei Anwendung der Bau- und Betriebsvorschriften (diese sind in den §§ 30 bis 67 StVZO geregelt) nur dann wie Anhänger hinter Fahrrädern behandelt, wenn „die durch die Bauart bestimmte Höchstgeschwindigkeit des ziehenden Fahrzeugs 25 km/h nicht überschreitet oder […] die Anhänger vor dem 1. April 1961 erstmals in den Verkehr gekommen sind. Auf andere Anhänger hinter Fahrrädern mit Hilfsmotor sind die Vorschriften über Anhänger hinter Kleinkrafträdern anzuwenden.“
Auf bestimmte Pedelecs wiederum sind, gemäß § 1 des deutschen Straßenverkehrsgesetzes (StVG), die Vorschriften über Fahrräder, nicht jene über Fahrräder mit Hilfsmotor anzuwenden, und zwar dann, wenn sie „durch Muskelkraft fortbewegt werden und mit einem elektromotorischen Hilfsantrieb mit einer Nenndauerleistung von höchstens 0,25 kW ausgestattet sind, dessen Unterstützung sich mit zunehmender Fahrzeuggeschwindigkeit immer weiter verringert und
1. beim Erreichen einer Geschwindigkeit von 25 km/h oder früher,
2. wenn der Fahrer im Treten einhält,
unterbrochen wird“, auch dann wenn sie „zusätzlich über eine elektromotorische Anfahr- oder Schiebehilfe verfügen, die eine Beschleunigung des Fahrzeuges auf eine Geschwindigkeit von bis zu 6 km/h, auch ohne gleichzeitiges Treten des Fahrers, ermöglicht.“ Sehr ähnliche definierte Fahrzeuge gelten gemäß § 63a Absatz 2 StVZO als Fahrrad. Anhänger hinter derartigen Pedelecs gelten als Anhänger hinter Fahrrädern.

### Österreich
In § 5 der Fahrradverordnung ist geregelt, wie ein Fahrradanhänger, der in Verkehr gebracht wird oder verwendet wird, beschaffen sein muss.
In Österreich sind die gesetzlichen Erfordernisse an Fahrradanhänger, sowohl für den Lasten- als auch für den Personentransport, in den §§ 5 und 7 der Fahrradverordnung geregelt. Der verkehrsrechtliche Teil über das Befahren der Radfahranlagen und der allgemeinen Fahrbahn, ist im § 68 StVO festgeschrieben. Am Tag eine Lichtanlage (montiert zu haben) ist wegen der Gesetzgebung am Fahrradanhänger noch immer Pflicht, während Fahrräder selbst seit etwa 2000 davon befreit sind. Unklar ist, ob ein um 90° seitlich weg-gewinkelter Einspuranhänger (wie etwa Bob Yak), der das Gespann stabil stehen lässt, als am Zugfahrrad vorgeschriebener Ständer gewertet wird.

### Schweiz
In der Schweiz gelten für Fahrradanhänger folgende Bestimmungen:
An „[…] Fahrrädern darf nur ein Anhänger mitgeführt werden.“ [Art. 68 Absatz 1 der Verkehrsregelnverordnung (VRV)] Ausnahme: „Im Nahverkehr kann die kantonale Behörde, für Bundesfahrzeuge der Bund, zwei gewerbliche Anhänger bewilligen.“ [Absatz 2 Buchstabe c] „Anhänger an Fahrrädern dürfen mit der Ladung höchstens 1,00 m breit sein. Nach hinten ist ein Überhang der Ladung von höchstens 50 cm gestattet. Das Betriebsgewicht darf höchstens 80 kg betragen.“ [Absatz 7] „«Betriebsgewicht» ist das jeweilige tatsächliche Gewicht des Fahrzeuges und beinhaltet namentlich auch das Gewicht der Fahrzeuginsassen, der Ladung und bei Zugfahrzeugen die Stütz- bzw. Sattellast eines angekuppelten Anhängers.“ [Art. 7 Absatz 2 der Verordnung über die technischen Anforderungen an Strassenfahrzeuge (VTS)]
„An der Vorder- und an der Rückseite muss rechts und links möglichst weit aussen ein nicht dreieckiger Rückstrahler fest angebracht sein. Richtungsblinker sind nur zulässig, wenn das Zugfahrzeug damit ausgerüstet ist. Wird das hintere Licht des Fahrrades durch den Anhänger oder seine Ladung verdeckt, so muss der Anhänger in der Nacht hinten ein rotes oder gelbes Licht tragen.“ [Art. 210 Absatz 2 der VTS] „Die Anhängerachse muss hinter der Mitte der Ladefläche liegen.“ [Absatz 3] „Anhänger sind mit einer betriebssicheren Kupplung am Zugfahrzeug schwenkbar zu befestigen“ [Absatz 4] „[…] Lichter [… und] Rückstrahler [… müssen] sauber gehalten werden.“ [Art. 57 Absatz 2 Satz 1 der VRV]
Erstens: „schwenkbar angekuppelte Rahmenkonstruktionen mit einem oder zwei Rädern, die mit Pedalen, Sitzgelegenheit und einer Festhalteeinrichtung ausgerüstet sind“, zweitens: „für Kinder vorgesehene Fahrräder, die mit angehobenem oder demontiertem Vorderrad mittels einer betriebssicheren Verbindungseinrichtung am Zugfahrzeug angehängt sind“, und drittens „Rollstühle, die mittels einer betriebssicheren Verbindungseinrichtung am Zugfahrzeug angehängt sind“, sind Nachlaufteile und gelten als Anhänger. [Artikel 210 Absatz 5 der VTS]
Für Anhängerzüge (Fahrzeugkombinationen), bestehend aus Fahrrädern und an ihnen angekuppelten Anhängern, gelten in der Schweiz folgende Bestimmungen:
Die Länge der Anhängerzüge darf ohne Ladung höchstens 18,75 Meter betragen. [Art. 65 Absatz 1 Buchstabe f der VRV] „[…] Fahrzeugkombinationen im Fahrzustand müssen sich in einer Kreisringfläche mit einem äusseren Durchmesser von 25 m und einem inneren Durchmesser von 10,60 m bewegen können, ohne dass die Projektion eines Fahrzeugteils (ausgenommen Rückspiegel und vordere Richtungsblinker) auf der Fahrbahn ausserhalb der Kreisringfläche zu liegen kommt.“ [Art. 65a Satz 1 der VRV]

#### Transport von Ladung
Für den Transport von Ladung auf Fahrradanhängern gilt in der Schweiz:

«Die Ladung ist so anzubringen, dass sie niemanden gefährdet oder belästigt und nicht herunterfallen kann.»

«Die Ladung darf bei […] Anhängern höchstens 5,00 m hinter die Mitte der Hinterachse oder den Drehpunkt der Hinterachsen hinausreichen, wenn sie über die Ladefläche hinausragt.»

«Nach hinten ist ein Überhang der Ladung von höchstens 50 cm gestattet.»

«Die Ladung darf Anhänger seitlich nicht überragen; Ausnahmen gelten erstens für unteilbare Sportgeräte auf Sportgeräteanhängern und zweitens für Heu- und Strohballen und dergleichen sowie loses Heu, Stroh und dergleichen auf landwirtschaftlichen Fahrten.»

«Anhänger an Fahrrädern dürfen mit der Ladung höchstens 1,00 m breit sein.»

«Die Ladung ist so anzuordnen, dass […] bei Zentralachsanhängern der Schwerpunkt vor der Achse liegt.»

«Bewegliche Teile, wie Kranarme oder Haken, sind für die Fahrt zu sichern; Hebegabeln müssen hochgeklappt sein oder gut sichtbare Schutzkasten tragen.»

«Bestandteile, Arbeitsgeräte oder Ladestücke, die bei Zusammenstössen gefährlich werden könnten, namentlich wegen Spitzen, Schneiden oder Kanten, müssen mit Schutzvorrichtungen versehen werden.»

«Durch geeignete Massnahmen ist sicherzustellen, dass Ladungen und Teile von Ladungen nicht leicht abgeweht werden können […].»

«Beim Transport von Tieren dürfen keine Ausscheidungen nach aussen gelangen. Nötigenfalls muss der Boden mit genügend saugfähigem Material versehen sein.»

«Vorbehalten bleiben die Bestimmungen der Tierseuchenverordnung vom 27. Juni 1995 und der Tierschutzverordnung vom 23. April 2008.»

«Ladung, Lastenträger, Arbeitsgeräte und dergleichen dürfen […] die Beleuchtungsvorrichtungen nicht verdecken.»

«Überhängende Ladungen sind bei Tag und Nacht auffällig zu kennzeichnen.»

«Stehen Ladungen […] nicht leicht erkennbar seitlich vor, so sind die äussersten Stellen deutlich zu kennzeichnen, tags mit Wimpeln oder Tafeln, nachts und wenn die Witterung es erfordert, mit Licht oder Rückstrahlern, die nach vorne weiss und nach hinten rot leuchten; die Rückstrahler dürfen sich höchstens 90 cm über dem Boden befinden.»

«Das Betriebsgewicht [des Anhängers] darf höchstens 80 kg betragen.»

«Betriebsgewicht» ist das jeweilige tatsächliche Gewicht des Fahrzeuges und beinhaltet namentlich auch das Gewicht der Fahrzeuginsassen, der Ladung und bei Zugfahrzeugen die Stütz- bzw. Sattellast eines angekuppelten Anhängers.

«Wo wegen Vereisung Gleitgefahr besteht, darf keine Ware transportiert werden, von der Wasser auf die öffentliche Strasse abtropft, z. B. nasser Kies, Sand u. dgl.»

#### Mitführen von Personen
Für das Mitführen von Personen in Fahrradanhängern sowie auf Nachlaufteilen gilt in der Schweiz:
Gemäß Art. 63 Absatz 3 Buchstabe d der VRV dürfen Fahrradfahrer über 16 Jahre in einem Fahrradanhänger an ein- und zweiplätzigen Fahrrädern höchstens zwei Kinder auf geschützten Sitzplätzen mitführen. Nachlaufteile gelten gemäß Artikel 210 Absatz 5 Satz 1 der VTS als Anhänger, für das Mitführen von Personen auf einem solchen bestimmt Artikel 63 Absatz 3 Buchstabe d der VRV jedoch, dass „Fahrradfahrer über 16 Jahre[n] […] auf einem Nachlaufteil gemäss Artikel 210 Absatz 5 VTS an ein- und zweiplätzigen Fahrrädern ein Kind, wenn es die Pedale sitzend treten kann, oder eine behinderte Person im Rollstuhl“ mitführen dürfen. Ansonsten dürfen „Anhänger zum Personentransport […] nur im regionalen fahrplanmässigen Verkehr konzessionierter Transportunternehmungen verwendet werden.“ [Artikel 68 Absatz 4 Satz 1 der VRV]